# کنگره ملی آفریقا
کنگره ملی آفریقا (African National Congress = ANC) یک جبهه سیاسی در آفریقای جنوبی است که در سال ۱۹۱۲ تأسیس شد و علیه آپارتاید مبارزه کرد. کنگره ملی آفریقا پس از سرنگونی رژیم آپارتاید تاکنون در انتخابات شرکت کرده و موفق به تشکیل دولت گردیده‌است.
کنگره ملی از (اتحاد سه حزب) تشکیل گردیده‌است: کنگره ملی آفریقا، حزب کمونیست آفریقای جنوبی (SACP) و کنگره اتحادیه‌های کارگری آفریقای جنوبی (COSATU)، این سه حزب اتحاد سیاسی سه جانبه را تشکیل می‌دهند. این اتحاد سه‌گانه از دوران پس از آپارتاید تاکنون، تشکیل دهنده دولت در آفریقای جنوبی بوده‌است. برخی از رهبران کنگره ملی آفریقا همزمان از رهبران حزب کمونیست آفریقای جنوبی نیز بوده و هستند.
کنگره ملی آفریقا در تاریخ ۸ ژانویه ۱۹۱۲ میلادی، جهت احقاق حقوق شهروندی اکثریت سیاه‌پوست آفریقای جنوبی تشکیل شد و نقش مهمی در مبارزه با سیستم آپارتاید و فروپاشی آن داشت.
افرادی همچون والتر سیسولو، یوسف دادو، جو اسلوو، کریس هانی، نلسون ماندلا، تابو امبکی و جاکوب زوما از روسای کنگره ملی آفریقای جنوبی بوده‌اند.
در دوران آپارتاید، کنگره ملی آفریقا، یک «سازمان تروریستی» نامیده می‌شد.

## عملکرد در انتخابات سراسری آفریقای جنوبی (۲۰۰۹)
با پایان انتخابات سراسری آفریقای جنوبی و اعلام نتایج، کنگره ملی آفریقا موفق به کسب %۶۶ آرا شد.